# 1,1':2',1'':3'',1'''-四联苯
1,1':2',1'':3'',1'''-四联苯是一种有机化合物，化学式为C24H18，是四联苯的同分异构体之一。它可由2-溴联苯和联苯-3-硼酸在碳酸钾的存在下、四(三苯基膦)钯的催化下于DMF-H2O中反应得到；2,3'-二碘联苯和苯基溴化镁反应，也能得到1,1':2',1'':3'',1'''-四联苯。